# Riomaggiore
Riomaggiore (Rimasùu) – miejscowość i gmina we Włoszech, w regionie Liguria, w prowincji La Spezia.
Według danych na rok 2004 gminę zamieszkiwały 1802 osoby, 180,2 os./km².
W miejscowości znajduje się stacja kolejowa Riomaggiore.